# Potirna
Potirna je malá vesnice a přímořské letovisko v Chorvatsku v Dubrovnicko-neretvanské župě na ostrově Korčula, přičemž je jednou z mála samostatných vesnic nacházejících se tomto ostrově. Je součástí opčiny Blato, od jejíhož stejnojmenného střediska se nachází asi 8 km jihozápadně. V roce 2011 zde žilo celkem 23 obyvatel.
Část vesnice se nachází ve vnitrozemí, část poté u moře. Tam se nachází velké množství apartmánů a pláž Garma. Není zde žádný přístav, ten se nachází v nesamostatné sousední osadě Tri Luke.